# Cỏ nhân tạo

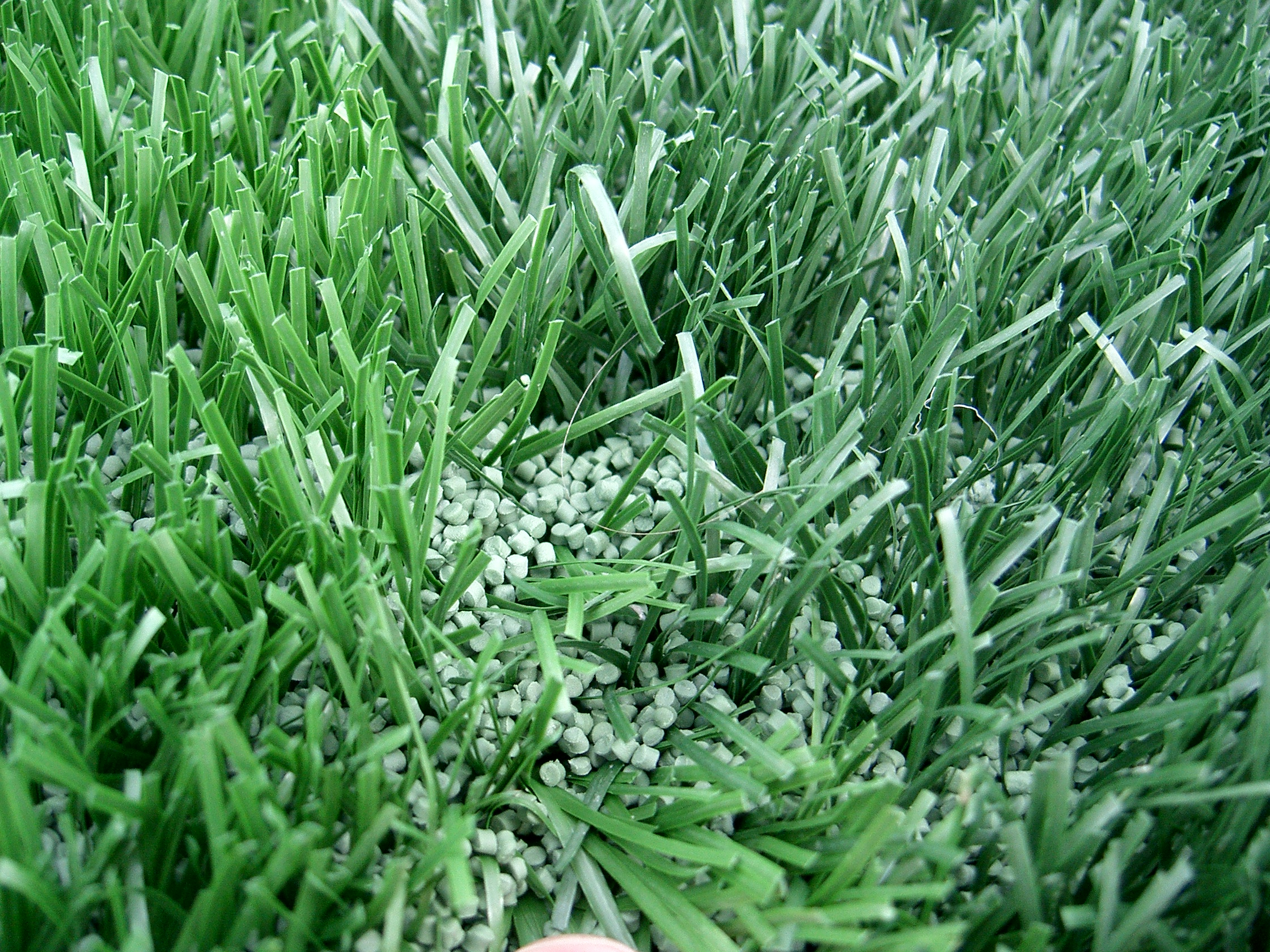
Cỏ nhân tạo

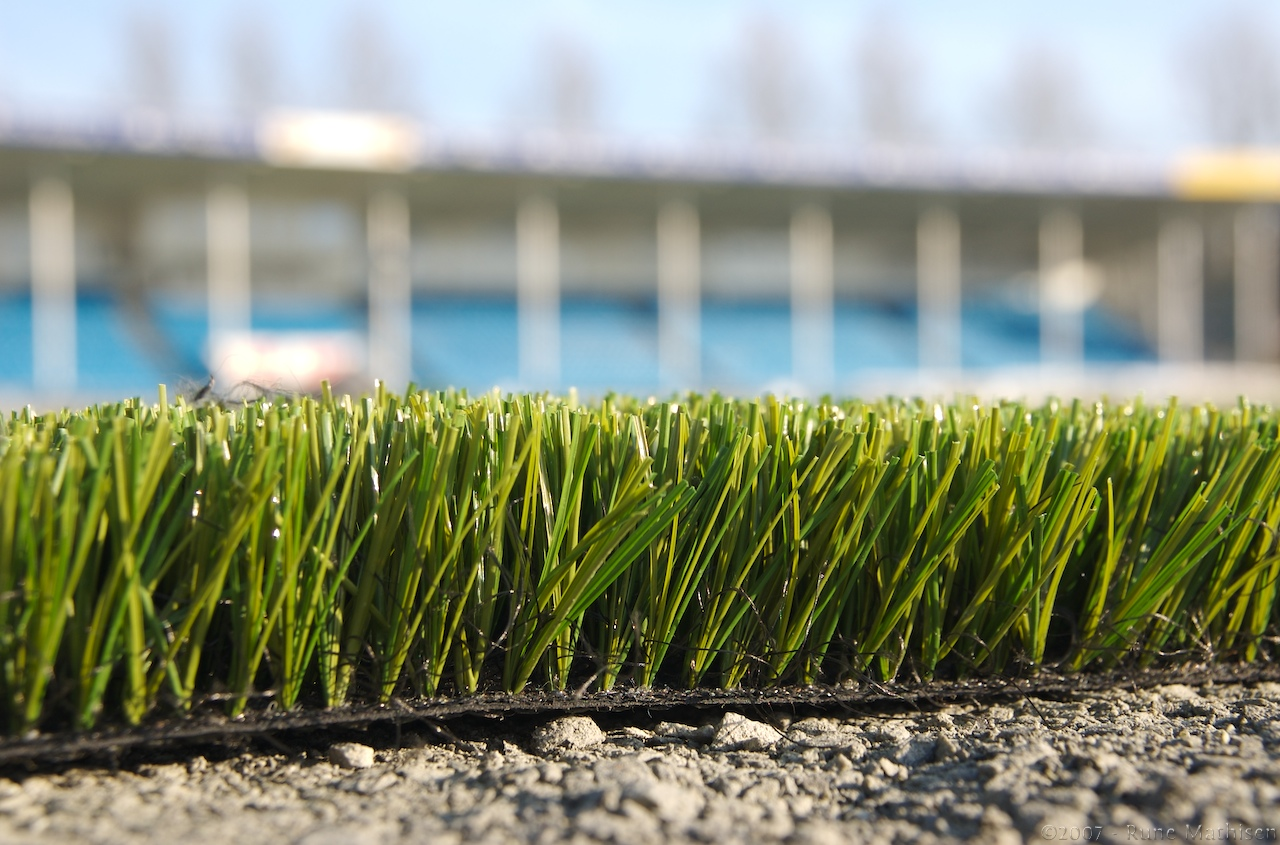
Cỏ nhân tạo sân bóng

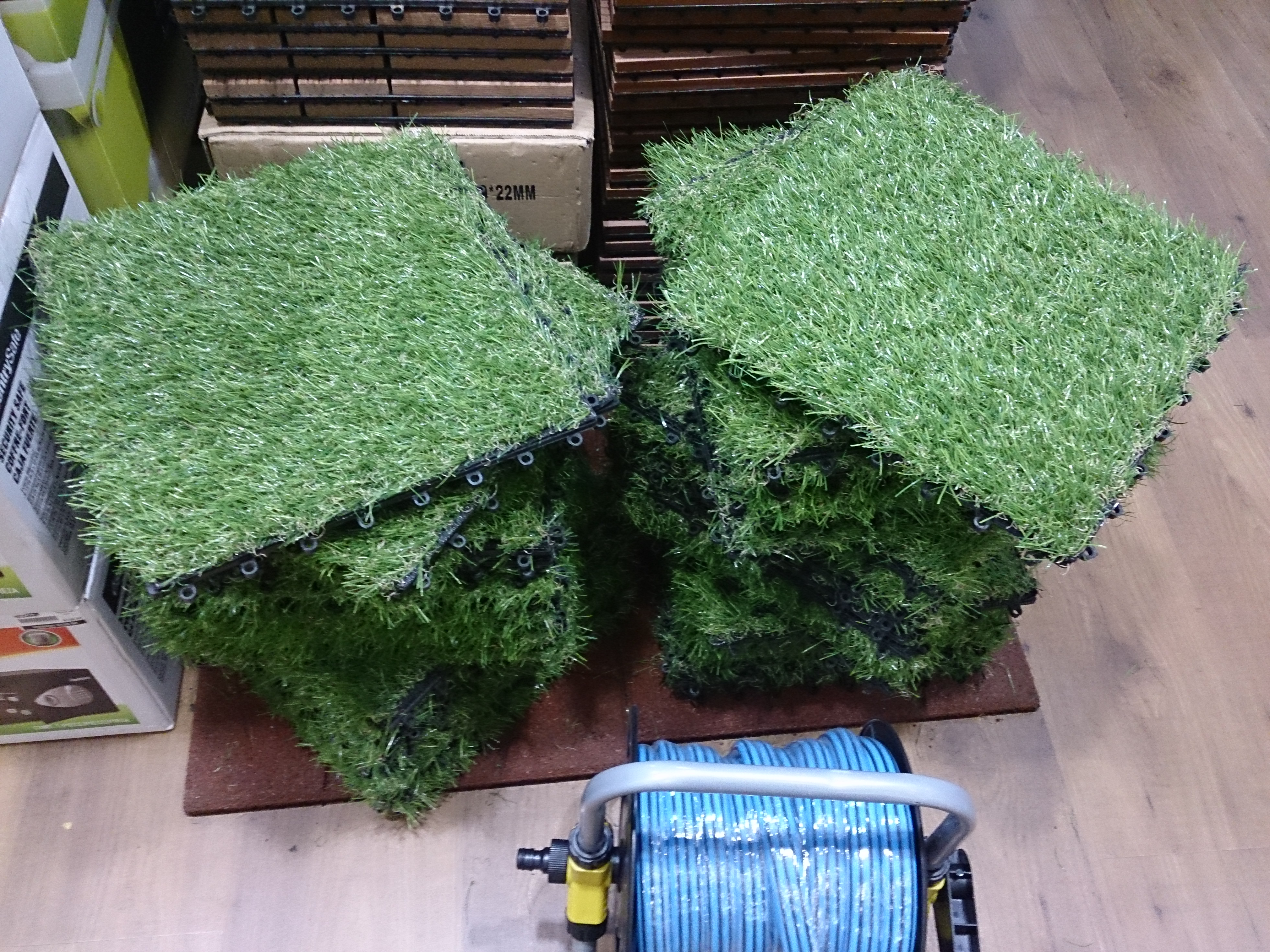
Cỏ nhân tạo dùng tại nhà

Cỏ nhân tạo (tiếng Anh: artificial grass hoặc artificial turf) là sản phẩm được tạo ra từ vật liệu nhựa tổng hợp, sao chép hình dạng và cấu trúc của cỏ tự nhiên. Thường được sử dụng trong các sân thể thao như bóng đá, tennis, golf, bóng chày, cricket, khúc côn cầu trên cỏ, và cũng được sử dụng trong trang trí sân vườn và các ứng dụng công nghiệp khác. Lợi thế chính của cỏ nhân tạo là khả năng sử dụng liên tục mà không cần chăm sóc và tỉa tót như cỏ tự nhiên. Nó cũng có thể được sử dụng trong các sân vận động có mái che hoàn toàn mà không cần ánh sáng tự nhiên, trong khi cỏ tự nhiên cần ánh nắng mặt trời để phục hồi năng lượng.
Cỏ nhân tạo không sử dụng xăng dầu, hóa chất độc hại hay chất cháy, và mặc dù có giá trị đầu tư ban đầu cao hơn cỏ tự nhiên, nhưng thực tế lại có giá trị kinh tế tốt hơn. Nó đã thu hút sự chú ý từ những năm 1960, khi được sử dụng trong việc xây dựng Astrodome. Sản phẩm cỏ nhân tạo đầu tiên, gọi là AstroTurf và được phát triển bởi công ty Monsanto, đã trở thành từ chung để chỉ bất kỳ loại cỏ nhân tạo nào vào cuối thế kỷ 20. Mặc dù AstroTurf vẫn là một nhãn hiệu đã đăng ký, nhưng nó không còn thuộc sở hữu của công ty Monsanto. Các hệ thống cỏ nhân tạo thế hệ đầu tiên đã được thay thế chủ yếu bởi các thế hệ cỏ nhân tạo thứ hai và thứ ba. Cỏ nhân tạo thế hệ thứ hai sử dụng sợi dài hơn và chứa cát bên trong, trong khi cỏ nhân tạo thế hệ thứ ba, được sử dụng phổ biến hiện nay, sử dụng một hỗn hợp của cát và hạt cao su tái chế thay thế cho cát.

## Lịch sử
David Chaney, một nhà giáo dục và nhà nghiên cứu, đã đóng vai trò quan trọng trong việc phát triển sân cỏ nhân tạo đáng chú ý đầu tiên. Ông đã làm việc tại Trường Cao đẳng Dệt may Đại học Bang Bắc Carolina và dẫn đầu nhóm nghiên cứu tại Công viên Tam giác Nghiên cứu. Công trình đáng chú ý này đã được công nhận bởi Sports Illustrated, khi tạp chí này nêu rõ rằng ông Chaney là người có "trách nhiệm với sự ra đời của các sân bóng chày trong nhà và hàng triệu sân cỏ nhân tạo trên khắp thế giới".
Cỏ nhân tạo được sử dụng lần đầu vào năm 1964 tại một khu vui chơi ở Trường Moses Brown ở Providence, Rhode Island. Sau đó, vào năm 1966, một loại cỏ nhân tạo được biết đến là AstroTurf được lắp đặt tại Astrodome ở Houston, Texas. Trước đó, trong mùa giải đầu tiên vào năm 1965, các sân vận động trong nhà đã thử sử dụng cỏ tự nhiên, nhưng thất bại nghiêm trọng với sân trở nên hư hỏng và cỏ chết màu xanh lục ở phần sau mùa giải. Do hạn chế nguồn cung cấp cỏ nhân tạo, chỉ có sân trong được lắp đặt trước trận mở màn của Houston Astros vào tháng 4 năm 1966, và sân ngoài được cài đặt sau đó trong mùa hè, sau Kỳ nghỉ All-Star vào tháng Bảy.
Sau những năm 1970, việc sử dụng AstroTurf và các bề mặt tương tự đã trở nên phổ biến ở Hoa Kỳ và Canada. Chúng được lắp đặt không chỉ trên sân vận động trong nhà mà còn trên sân ngoài, phục vụ cho các môn bóng chày và bóng đá. Số lượng sân chơi cỏ nhân tạo đã tăng lên hơn 11.000 trên toàn quốc. Và chỉ riêng trong năm 2013, có hơn 1.200 sân cỏ nhân tạo được cài đặt tại Hoa Kỳ, theo thông tin từ Hội đồng Sân cỏ Tổng hợp, một tổ chức ngành công nghiệp.

## Mối quan tâm về môi trường
Cả hạt cao su (thường được làm từ lốp xe phế thải tái chế) và sợi tổng hợp trong cỏ nhân tạo có thể bị mài mòn và rửa trôi vào môi trường. Hạt cao su từ cỏ nhân tạo và các mảnh vụn mịn từ lốp xe và hạt mài mòn trên đường góp phần tạo ra một lượng lớn mảnh vụn nhựa trên đường, gây ô nhiễm cao su đáng kể. Các mảnh vỡ từ cỏ nhân tạo cũng có thể đi vào môi trường dưới dạng ô nhiễm vi nhựa, ảnh hưởng đến cả môi trường biển và đất. Ngoài ra, cỏ nhân tạo cũng đóng góp vào sự nóng lên toàn cầu. Nó hấp thụ nhiều bức xạ hơn so với cỏ tự nhiên và thay thế cây cỏ sống, gây cản trở quá trình quang hợp và giảm khả năng cô lập carbon dioxide. Điều này góp phần vào sự gia tăng của hiệu ứng nhà kính.
Mặc dù sân thể thao sử dụng cỏ nhân tạo đã được chứng minh là tiết kiệm nước hơn và yêu cầu ít công việc bảo dưỡng hơn so với sân cỏ tự nhiên, nhưng chúng cũng có tiềm năng gây tổn hại đến môi trường sống và nguồn cung cấp thức ăn cho sâu, ong và các loài côn trùng đào hang khác.
Cơ quan Hóa chất Châu Âu (ECHA) đang nghiên cứu các giải pháp thay thế cho cỏ nhân tạo vì vật liệu này đóng góp đáng kể vào ô nhiễm vi nhựa. Vào tháng 9 năm 2022, Ủy ban Châu Âu đã đưa ra một dự thảo đề xuất để hạn chế việc sử dụng hạt vi nhựa làm chất độn trong sân thể thao. Điều này đang được xem xét nhằm giảm bớt tác động tiêu cực lên môi trường và sức khỏe con người.

## Sức khỏe và an toàn

### Chất hóa học
Mảnh hạt cao su thường được sử dụng như chất độn trong hầu hết các loại cỏ nhân tạo, và chúng thường được làm từ lốp xe cũ. Đã có thông tin cho biết rằng những mảnh hạt này có thể chứa các chất nặng, một số chất gây ung thư, và nhiều chất hóa học khác có tác động chưa được biết đến.
Hiện vẫn chưa rõ số lượng chất độc trong mảnh hạt cao su và cách chúng tiếp xúc với con người - có thể thông qua trầy xước, nuốt phải mảnh hạt, hoặc hít vào. Tác động của việc tiếp xúc này đến sức khỏe chưa được định rõ. Một nghiên cứu dịch tễ học đã được tiến hành từ năm 2016 và vẫn đang tiếp tục để tìm hiểu về vấn đề này. Trong quá trình thu thập dữ liệu này, các nhóm nghiên cứu khác nhau đã cố gắng đánh giá mức độ tiếp xúc và tác động của nó. Mặc dù cuộc tranh luận chủ yếu tập trung vào câu hỏi liệu tiếp xúc này có gây ung thư hay không, nhưng có ngày càng nhiều bằng chứng cho thấy tiếp xúc với các chất gây rối loạn nội tiết này có thể ảnh hưởng đến tuổi dậy thì sớm, tình trạng béo phì và khả năng tập trung của trẻ em
Các chuyên gia đã đưa ra các kết luận khác nhau về vấn đề này. Một số chuyên gia cho rằng chúng ta không nên chấp nhận bất kỳ rủi ro nào và không nên sử dụng hạt cao su. Họ đề nghị rằng "Cần cẩn trọng và không sử dụng những vật liệu này trong những khu vực tiếp xúc với con người, đặc biệt là các khu vực chơi và sân thể thao mà trẻ em có thể tiếp xúc". Một số chuyên gia khác tin rằng mặc dù nguy cơ ung thư đối với thanh thiếu niên là thấp, nhưng vấn đề về sức khỏe do ít vận động là rất cao. Do đó, lợi ích sức khỏe từ việc tham gia các môn thể thao khác nhau trên sân cỏ nhân tạo có thể vượt qua nguy cơ ung thư. Họ cho rằng "Hoạt động thể chất đều đặn trong tuổi dậy thì và sớm trưởng thành giúp ngăn ngừa ung thư trong tương lai. Hạn chế việc sử dụng hoặc có sẵn sân cỏ nhân tạo quanh năm và do đó giảm khả năng vận động có thể, trong thời gian dài, thực tế là tăng nguy cơ mắc ung thư, cũng như các bệnh tim mạch và các bệnh mãn tính khác."
Một nghiên cứu được thực hiện bởi Sở Bảo vệ Môi trường New Jersey đã phân tích chì và các kim loại khác trong bụi được tạo ra bởi hoạt động vận động trên năm sân cỏ nhân tạo. Kết quả của nghiên cứu cho thấy ngay cả mức độ vận động thấp trên sân cỏ nhân tạo cũng có thể tạo ra hạt phụ chất chứa các chất hóa học này, mà khi hít vào không khí có thể gây hại. Các tác giả của nghiên cứu nhấn mạnh rằng vì không có mức độ nào của tiếp xúc với chì được xem là an toàn cho trẻ em, "việc thử nghiệm toàn diện là cần thiết để đảm bảo rằng không có nguy cơ sức khỏe từ chì hoặc các kim loại khác được sử dụng trong quá trình xây dựng và bảo dưỡng các sân cỏ này".
Theo một báo cáo năm 2018 từ các nhà khoa học tại Đại học Yale, đã được tiến hành phân tích các chất hóa học trong sáu mẫu mảnh hạt cao su từ các công ty lắp đặt sân thể thao của các trường học và chín mẫu từ chín túi cao su chưa mở. Trong quá trình nghiên cứu, các nhà nghiên cứu đã phát hiện 92 chất hóa học trong các mẫu này. Chỉ khoảng một nửa trong số các chất hóa học này đã được nghiên cứu về tác động đến sức khỏe, do đó rủi ro của các chất hóa học khác vẫn chưa được biết đến. Một số chất đã được kiểm tra về tác động sức khỏe nhưng chưa được nghiên cứu kỹ. Trong số các chất đã được kiểm tra trước đó, 20% được cho là có khả năng gây ung thư và 40% là chất kích thích có thể gây vấn đề về hô hấp như hen suyễn, hoặc có thể gây kích ứng da và mắt. Dựa trên những kết quả này, các nhà nghiên cứu kết luận rằng "con người thường xuyên tiếp xúc, hít vào, tiếp xúc và bị trầy xước tiếp xúc với các vật liệu cao su từ lốp xe... Cẩn trọng sẽ đề nghị không sử dụng những vật liệu này ở những nơi tiếp xúc với con người, điều này đặc biệt đúng đối với các sân chơi và sân thể thao nơi trẻ em có thể bị ảnh hưởng."
Một số loại cỏ nhân tạo sử dụng các chất độn như cát silic và/hoặc cao su, được gọi là "hạt cao su". Có một số hạt cao su được sản xuất từ lốp xe tái chế và có thể chứa các kim loại nặng có khả năng thấm vào môi trường nước dưới mặt đất. Từ năm 2007, đã có đề xuất áp đặt lệnh tạm ngừng việc sử dụng hạt cao su từ lốp xe cắt nhỏ trong các khu vực chơi và sân chơi trẻ em, dựa trên mối lo ngại về sức khỏe. Đến năm 2013, Cơ quan Bảo vệ Môi trường Hoa Kỳ đã yêu cầu tiếp tục các nghiên cứu nhằm giám sát tác động của hạt phụ từ sân cỏ nhân tạo và sân chơi sử dụng cỏ nhân tạo. Mục tiêu của các nghiên cứu này là để đánh giá và theo dõi các tác động môi trường và sức khỏe do việc sử dụng các vật liệu này.
Các chất PFAS (còn được gọi là "chất hóa học vĩnh viễn") cũng được tìm thấy trong các mẫu cỏ nhân tạo, có thể là cặn từ quá trình cấu trúc.

### Cơ thể động học
Đã có những lo ngại về sức khỏe và an toàn liên quan đến việc sử dụng sân cỏ nhân tạo. So với cỏ tự nhiên, sự ma sát giữa da và các thế hệ cỏ nhân tạo trước đây có thể gây ra các vết xước và/hoặc gây cháy nếu tiếp xúc mạnh hơn. Cỏ nhân tạo cũng có xu hướng giữ nhiệt từ ánh sáng mặt trời và có thể trở nên nóng hơn đáng kể so với cỏ tự nhiên sau một thời gian tiếp xúc dài với ánh nắng mặt trời.
Có những chứng cứ cho thấy việc tiến hành khử trùng định kỳ trên sân cỏ nhân tạo là cần thiết, vì các mầm bệnh không bị phân hủy tự nhiên như trên cỏ tự nhiên. Tuy nhiên, một nghiên cứu được thực hiện vào năm 2006 chỉ ra rằng một số vi sinh vật cụ thể hoạt động ít hơn trên sân cỏ nhân tạo.
Có bằng chứng cho thấy tỷ lệ chấn thương của cầu thủ trên sân cỏ nhân tạo cao hơn so với cỏ tự nhiên. Vào tháng 11 năm 1971, số lượng người bị thương trên sân cỏ nhân tạo thế hệ đầu tiên đã đạt đến mức đáng báo động, dẫn đến việc tiểu ban thương mại và tài chính của Hạ viện phải tham gia cuộc điều trần trước quốc hội. Trong một nghiên cứu được thực hiện bởi Hội đồng An toàn và Chấn thương của Liên đoàn Bóng bầu dục Quốc gia (NFL), được công bố trên Tạp chí Y học Thể thao Hoa Kỳ vào tháng 10 năm 2012, Elliott B. Hershman và đồng nghiệp đã phân tích dữ liệu chấn thương từ các trận đấu NFL diễn ra từ năm 2000 đến 2009. Kết quả cho thấy tỷ lệ chấn thương do bong gân đầu gối trên sân cỏ nhân tạo (FieldTurf) cao hơn 22% so với cỏ tự nhiên. Đặc biệt, tỷ lệ chấn thương do bong gân đầu gối ACL trên sân cỏ nhân tạo cao hơn 67%. Điều này cho thấy chấn thương liên quan đến việc chơi thể thao trên các bề mặt cứng như cỏ nhân tạo là một vấn đề phổ biến đối với cầu thủ bóng bầu dục chuyên nghiệp ở Mỹ. Sân cỏ nhân tạo có bề mặt cứng hơn cỏ tự nhiên và không có độ đàn hồi linh hoạt khi chịu lực tác động.